# Trigonurus dilaticollis
Trigonurus dilaticollis är en skalbaggsart som beskrevs av Vandyke 1934. Trigonurus dilaticollis ingår i släktet Trigonurus och familjen kortvingar. Inga underarter finns listade i Catalogue of Life.